# 표량서생
《표량서생》(杨洋三嫁)은 2020년 방송되었던 중국의 드라마이다.

## 등장 인물
- 쥐징이 - 설문희 역
- 쑹웨이룽 - 풍승준 역
- 필문군 (畢雯珺) - 풍승준 역
- 왕서청 (王瑞昌) - 뇌택신 역
- 진혁룡 (陳奕龍) - 한승지 역
- 궁베이비 - 설문희 역
- 위보 - 설정곤 역
- 장하오웨이 - 뢰택훈 역